# 熊倉一雄
熊倉 一雄（くまくら かずお、1927年〈昭和2年〉1月30日 - 2015年〈平成27年〉10月12日）は、日本の俳優、声優、演出家。テアトル・エコー所属で、生涯に渡って代表取締役演劇担当を務めていた。

## 来歴
東京府東京市麻布区（現在の東京都港区）三ノ橋出身。父は工作機械のセールスマン。母方の祖父は傘の会社の技師長。青山で1年ほど暮らして、5歳の時、一家は下町、東京府東京市京橋区入船町（現在の東京都中央区入船）に越して父の両親と同居。この町で小学校時代を送っていたが、元々虚弱体質であり、小学2年生の時に肋膜炎を罹り3ヶ月ほど自宅療養し、本ばかり読んでいた。将来は発明家になりたいと考えており、エジソンが好きだった。旧制東京府立第八中学校（現在の東京都立小山台高等学校）に進学する頃に父が米国企業に転職し、家計は楽になり、一家は再び山の手の東京府東京市大森区大森（現在の東京都大田区大森）に転居。中学5年生の時、 旧制第二高等学校（現在の東北大学）を受験するも失敗し、慶應義塾大学経済学部予科に進学。1944年、授業など殆どなく、栃木県へ援農(勤労動員)に行ったり、東京都品川区大崎の工場でボールベアリングを作ったり、三交代制で飛行機を作らされる毎日に嫌気が差して秋に中退。翌年4月、外交官を志して旧制都立高等学校文科（後の旧東京都立大学、合併により首都大学東京を経て2020年以降は東京都立大学）を受験し、進学。終戦後、「一体これからどうしていけばいいのか」と、見当がつかなくなり、父も仕事から外れ、しばらくはボンヤリして晴耕雨読のような毎日を送って1年休学。復学をする時に「もっと現実的な職業を考えなきゃ」と考えた際、15歳で虫垂炎の手術をしていた時の医者が素晴らしい人物であったことを思い出し、医者というのは「いい仕事だな」と思っていたという。「医者になろう。少なくとも社会に貢献できる仕事だ」と同高等学校理科（後の旧東京都立大学理学部、合併後の首都大学東京都市教養学部理工学系を経て、現在の東京都立大学理学部）に編入。編入後、友人に誘われるまま理科演劇研究会に入部し、同高等学校在学中、記念祭で催した芝居のゴーゴリ『検察官』をきっかけに演劇に興味を持ち始める。翌年の記念祭では太宰治作『カチカチ山』のタヌキ役を演じて演技賞までもらってしまったという。同校卒業後の、1949年に劇団感覚座を設立。しかし多額の負債を抱え込み1年で解散。
1950年に東京演技アカデミー楽劇科に入学し、将来のミュージカルスターを夢見て、ミュージカルを中心に学ぶが、学校が1年後に倒産。目標を失い、その上帰る家も失い、途方に暮れて、仕方なくアルバイトを続け、その日その日の生計を立てることになったという。戦後も間もない頃のことでそうそう働けるところはなかったが、生来の手先の器用さを利用して、筆耕、看板書きの仕事を見つけては働いていたという。何も仕事のない時には病院に行って、売血をしてその日の糧を得ていた。そんなどん底生活をしていた時、「いい若いモンが己の血を売って生きていくなんていいことじゃない、うちへ飯を食いにこい」と優しい言葉をかけてくれた医師がおり、その先生の家に2年間も居侯させてもらっていた。ある時、進駐軍（アメリカ駐留軍）回りのダンシングチームで、コミックショーをやる男優を何人か探しているという耳よりな情報が仲間からもたらされ、仲間とトリオを組んでショーでパントマイムをやらせてもらうことにして、日本語を喋ってもシャレが通じないと考えたコミックマイムは、大いに受けたという。アメリカ合衆国のヒットナンバーを歌って、柳沢真一とも舞台を共にしていた。ある時、柳沢のマネージャーから、「楽譜が読めるなら写譜を手伝ってくれないか」と頼まれ、即座に書き上げてマネージャーを驚かせる。その話はすぐに広がり、帝国劇場、日本劇場から写譜の仕事が転がり込んでくるようになったという。舞台が開くぎりぎり2、3日前に、どんどん山のように譜面が渡されるのだったことから、猛スピードで仕上げていかなければならず、いつも徹夜で写譜することになった。同時に収入はぐんとはね上がり、貯金もでき、念願のミュージカルタレントになるための軍資金を得ることができたという。その頃、ルネ・クレールのフランス映画『自由を我等に』を見て感銘を受けて、歌える役者を目指して、歩み続ける決意を新たにしていた。1952年、劇団東芸の研究生として入団。東芸の先輩には大塚周夫がいる。その時は公演が始まっても、大道具、照明の係で、裏方として働かされることが多かったという。その後は俳優活動をしていたが、先輩の東宝映画出演が決まって、熊倉にも戦争もので、戦況を伝える伝令役で転がり込んで、配役表に熊倉の名前が印刷された台本を渡され、ロケ地の伊豆大島で、緊張しながらリハーサルをしていた。本番では極度に興奮し、身体がワナワナと震えていくのを感じ、頭の中が空っぽになって台詞が全く出てこなかったという。カメラだけがジーッと音を立てて回り続けて、監督の厳しい声が響き、その後も何回か撮影し直しが続いていたが、いずれも絶句したり台詞を間違えたりしており、監督もサジを投げて、急遽代役が立てられることになったという。その時に「俺はバカだ!こんなバカがどうして役者になんかなろうとしたんだ!!」「役者では芽が出ない」と思うようになり、俳優活動を休止する。
1953年開局間もない日本テレビに入社。スタジオ班に配属され、主にテレビドラマの大道具を担当。当時は放映されるドラマの数が少なく、セットが完成すると次のドラマの準備まで時間が空くため、その合間に「バーテンダーの役をやってみろ」、「婆さんの役をやってみろ」と言われ、通行人等の端役でドラマにも出演していた。このドラマ出演をきっかけに再び俳優業に興味を持つようになり、日本テレビを退社し、劇団東芸に戻り、俳優活動を再開する。
1956年9月、テアトル・エコーへ入団。翌1957年にアルバイトで海外ドラマ『海賊船サルタナ』のアテレコの仕事に出演して声優としての活動を始める。同年に日本テレビで放映された『ヒッチコック劇場』で、元社員であった縁でキャスティングプロデューサーとして声優のキャスティングを担当（アルフレッド・ヒッチコックは放映開始当時、スーパーインポーズで吹き替えはなし）。担当ディレクターに、ヒッチコックの吹き替えに適当な役者がいないと相談したところ、熊倉本人に吹き替えを担当するように指示。
吹き替えの話し方が話し方がヒッチコックの風貌と合い、熊倉の声優としての最初の成功作となる。以後数々の作品に声優として出演する。アニメでのデビューは『ポパイ』のブルート役。プレーヤーズセンターに所属していた時期もある。
1968年には『ゲゲゲの鬼太郎』の主題歌を歌い、キングレコードのヒット賞を受賞。
ディズニーの長編アニメの吹き替えも複数担当していた。
テアトル・エコーでは演出家を兼ねて指導的立場となり、1969年には『ひょっこりひょうたん島』『ブンとフン』などテレビ・ラジオでの協業が多かった放送作家・井上ひさしにデビュー戯曲（実際はこれ以前に雑誌掲載のみの習作もある）『日本人のへそ』の執筆を依嘱。ブレヒト風の歌入り芝居に風刺と推理劇を盛りこみ、二重三重の劇中劇が入り組む前代未聞の作となり、主演と演出を兼ねての公演はセンセーショナルな成功を収める。以後、作・井上ひさし、演出・熊倉一雄のコンビは数年にわたって話題作を連打し日本の演劇界の話題を集め続けた。1977年には『日本人のへそ』映画版にも出演したが、ハナ肇とともに原作にない劇中劇の照明係（そのため出番が少ない）という扱いでのゲスト出演であり、熊倉が初演等の舞台で演じた役はなべおさみに譲られた。井上が大劇場へ転じてからはニール・サイモンなど翻訳喜劇を多く取り上げている。1991年紫綬褒章受章、1998年勲四等旭日小綬章受章、1998年紀伊国屋演劇賞個人賞受賞、2015年NHK放送文化賞受賞。
2015年10月12日午後3時24分、直腸癌によるがん性腹膜炎のため都内の病院で死去。88歳没。2014年11月に行われた舞台「遭難姉妹と毒キノコ」が最後の出演となった。

## 人物
声優としての当たり役にはヒッチコックのほか、1990年から日本で放送が開始されたテレビドラマ版の『名探偵ポワロ』のエルキュール・ポアロ（デヴィッド・スーシェ）の吹き替えがあり、熊倉のライフワークとなっていた。
『ひょっこりひょうたん島』（トラヒゲ）、『ばくさんのかばん』（ばくさん）でも知られる。
愛称はクマちゃん。
高校時代は音楽部に所属していた。ピッコロを担当したり、中学時代の仲間が結成した未完成室内楽団に入部してもらったりしていた。

## エピソード
山田康雄や納谷悟朗等を自らテアトル・エコーにスカウトしており、誘われた山田は「熊ちゃんは人拐いだった」と称している。
神谷明は熊倉の三枚目の演技と歌唱に感銘を受け、後に『キン肉マン』で主人公キン肉マンを演じる参考になったと語っている。
2012年に、BSプレミアムで放映された『名探偵ポワロ』の新シリーズの吹き替え収録でのプレマップのインタビューの際には、「ポワロにはまだまだドラマ化されていない作品が残っておりますので、私もこれからも頑張ってやっていきます」と、これからもポワロの吹き替えを続けていく意気込みを語った（ポワロを演じているデヴィッド・スーシェも「全ての作品を演じるまでは続けていく」と語っている）。そして、2014年の最終シリーズ放送に際して行われたインタビューで、「この吹き替えの仕事だけは誰にも渡したくないと思っていたが、生きているうちに最後まで吹き替えられるか心配だったため、無事に完遂して仕事を果たした気持ちになった」と語った。
『名探偵ポワロ』の吹き替えで共演したミス・レモン役の翠準子とは長く同じ劇団にいたため古い付き合いで、ジャップ警部役の坂口芳貞とは酒を酌み交わす仲だという。一方、シリーズ途中でヘイスティングス大尉役の富山敬が死去したことに対して「辛かった」とも述べた。富山からヘイスティングス役を引き継いだのは劇団の後輩の安原義人だった。
テアトル・エコーの劇団員であった田中真弓は恩師の1人として熊倉を挙げている。田中によれば台本が遅かったり待たされたりすることもあったが、「待つのも仕事」と言って仕事も舞台では機械仕掛けのネジを巻いたように面白かったという。「熊倉さんを真似てみても、やっぱり熊倉さんという人物の歴史とキャラクター、人間性があって成り立っているものの上辺だけ真似して動いてみても全然面白くならないんです。だから舞台では、いろんな極端なお芝居を分からないように真似していたかもしれない。熊倉さんにはいろんなことを教わったなと思いますね」と2024年のインタビューで語った。

## 後任
熊倉の死後、持ち役を引き継いだ人物は以下の通り。
| 後任       | 役名               | 概要作品               | 後任の初担当作品                         |
| ---------- | ------------------ | ---------------------- | ---------------------------------------- |
| 多田野曜平 | ミスター・スミー   | 『ピーター・パン』     | 『ジェイクとネバーランドのかいぞくたち』 |
| 多田野曜平 | コグスワース       | 『美女と野獣』         | 『美女と野獣“魔法のものがたり”』         |
| 楠見尚己   | スクービー・ドゥー | 『スクービー・ドゥー』 | 『弱虫スクービーの大冒険」               |

## 出演作品
※太字はメインキャラクター。

### テレビドラマ
- 御存じ歌草紙（1955年、日本テレビ）
- 歌う青春列車（1956年、TBS）
- キス夫とミー子（1956年、TBS）
- ありちゃんのおかっぱ侍 第18話（1957年、TBS）
- 惑星への招待（1957年、TBS）
- 西武民話劇場（1957年 - 1960年、TBS）
- 眼（1958年、日本テレビ）
- 東芝日曜劇場 ミュージカル・コメディ 源氏物語（1958年4月13日、TBS）
- 遊星王子（1958年、日本テレビ）
- ダイヤル110番（日本テレビ）
  - 第60回「暗い運転席」（1958年10月28日）
  - 第62回「密告屋」（1958年11月11日）
  - 第74話「悪い水」（1959年2月3日）
- 私は貝になりたい（1958年10月31日、TBS） - 滝田二等兵 役
- お気に召すまま 第3話「天才の秘密」（1962年、テレビ朝日）
- 松本清張シリーズ・黒の組曲 / 不在証明（1962年、NHK総合）
- 忍者ハットリくん (実写版) - ハットリくんの声
  - 忍者ハットリくん+忍者怪獣ジッポウ - ハットリくんの声
- 快獣ブースカ（日本テレビ）
  - 第32話「すてきな快獣の日」（1967年） - 電子の神の声
  - 第35話「銀河へ行こう!」（1967年） - カボチャ星人の声
- 太陽にほえろ! 第162話「したたかな目撃者」（1975年、日本テレビ / 東宝） - 堀田四郎
- 気まぐれ天使（1976年、日本テレビ / ユニオン映画） - あやめ荘管理人 役
  - 第4話「笛吹けど……」（1976年10月27日）
  - 第5話「信ずれど……」（1976年11月3日）
- 俺たちの朝 第24話「夢と下着ともういやッ！！」（1977年、日本テレビ / 東宝） - 洋品店店主・小島  役
- 気まぐれ本格派 第30話（1977年） - 横川 役
- 熱中時代（日本テレビ）
  - 刑事編（1979年） - 沢村 役
  - 教師編 第2シリーズ（1980年 - 1981年） - 黒丸正太郎PTA会長 役
- 俺たちの明日（1980年、日本テレビ）
- 黄土の嵐（1980年、日本テレビ） - オープニングナレーター
- さよならを教えて（1983年、TBS）
- 寝ぼけ署長（1984年 - 1985年、関西テレビ）
- 泣いてたまるか 第11話「犬ちゃん恋におちて」（1987年、TBS・国際放映・東阪企画）
- 唄を忘れたカナリヤは…（1997年11月8日、NHK）
- ミュージック イン ドラマ「ホシに願いを」（2004年3月6日、NHK BShi） - 森小児科医 役
- 名探偵赤冨士鷹 第一夜「ABC殺人事件」（2005年12月29日、NHK）

### 映画
- 蟹工船（1953年9月10日、現代ぷろだくしょん）
- 幕末太陽傳（1957年7月14日、日活） - のみこみの金坊 役
- 天国と地獄（1963年3月1日、東宝） - 清村耕次の声 役
- フランケンシュタイン対地底怪獣（1965年8月8日、東宝） - リーゼンドルフ博士：ピーター・マンの声 役[8]
- 年ごろ（1968年7月13日、東宝） - 内田一夫 役
- 日本一の裏切り男（1968年11月2日、東宝） - 多々羅 役
- クレージーのぶちゃむくれ大発見（1969年1月1日、東宝） - 警官 役
- 奇々怪々 俺は誰だ?!（1969年9月27日、東宝） - ナレーション
- 日本一の断絶男（1969年11月1日、東宝） - アパートの管理人 役
- ブラボー!若大将（1970年1月1日、東宝） - 熊井金太郎 役
- 日本人のへそ（1977年3月15日、ATG） - ヘレンの父親 役
- パンダの世界 ホアンホアンと仲間たち（1980年3月15日、東宝） - ナレーション

### 舞台
- 表裏源内蛙合戦（1970年） - 裏の源内 役※演出も担当[23]
- 11ぴきのねこ（1973年） - にゃん太郎 役※演出も担当[24]

### テレビアニメ
1963年
- 鉄腕アトム (アニメ第1作)（ミドロが沼のトカゲ、コスミ博士）

1965年
- ジャングル大帝（第1作）（ボウ）
- 新宝島（ピュー〈山猫〉）
- スーパージェッター（西郷長官）

1966年
- リボンの騎士（ジュラルミン大公）※パイロット版

1967年
- 悟空の大冒険（銀糸仙人）
- リボンの騎士（オオカミ）

1969年
- 海底少年マリン（アッケラン博士、団長）

1970年
- ピュンピュン丸（するめイカ衛門）

1979年
- アニメーション紀行 マルコ・ポーロの冒険（ヤズドの馬商人）
- ザ☆ウルトラマン（1979年 - 1980年、ニシキ先生）
- さすらいの少女ネル（キルプ）
- トンデモネズミ大活躍（トンデモネコ）

1980年
- 鉄腕アトム (アニメ第2作)（ヒゲオヤジ）

1982年
- 白い牙 ホワイトファング物語（スコット判事）

1985年
- 悪魔島のプリンス 三つ目がとおる（雲名警部）
- 三国志（水鏡）

1986年
- うる星やつら（妖精）

1992年
- 丸出だめ夫（雷様）

1999年
- アレクサンダー戦記（ディオゲネス）

2004年
- MONSTER（2004年 - 2005年、赤ん坊）

### 劇場アニメ
- 鉄腕アトム 宇宙の勇者（1964年、コスミ博士）
- ジャングル大帝（1966年）
- 少年ジャックと魔法使い（1967年、小熊、OP朗読）
- 長靴をはいた猫（1969年、ネズミの首領[30]）
- パンダコパンダ（1972年、パパンダ[31]）
- パンダコパンダ 雨ふりサーカスの巻（1973年、パパンダ[32]）
- きかんしゃやえもん D51の大冒険（1974年、やえもん[33]）
- 親子ねずみの不思議な旅（1978年、ジャコウネズミ）
- 龍の子太郎（1979年、赤鬼[34]）
- 火の鳥2772 愛のコスモゾーン（1980年、サルタ[35]）
- マンザイ太閤記（1981年、ナレーション）
- オズの魔法使い（1982年、オズ大魔王）
- 対馬丸 —さようなら沖繩—（1982年、英俊）
- 11ぴきのねことあほうどり（1986年、アホウドリ）
- ドラえもん のび太と鉄人兵団（1986年、博士）
- 王立宇宙軍 オネアミスの翼（1987年、トネス殿下）
- ぼのぼの（1993年、クズリくんのおとうさん）
- アレクサンダー戦記（2000年、ディオゲネス）

### ゲーム
- キングダム ハーツ（2002年、ゼペット、ミスター・スミー）
- ゲゲゲの鬼太郎 異聞妖怪奇譚（2003年、目玉親父）※ゲゲゲの鬼太郎のOP曲を歌唱
- ゲゲゲの鬼太郎 危機一髪!妖怪列島（2003年、目玉の親父）
- ゲゲゲの鬼太郎 逆襲!妖魔大血戦（2003年、目玉の親父）
- 白中探険部（2003年、宮司）
- キングダム ハーツII（2005年、コグスワース）
- キングダム ハーツ バース バイ スリープ（2010年、先生、ミスター・スミー）
- Kinect: ディズニーランド・アドベンチャーズ（2011年、ミスター・スミー）
- キングダム ハーツ 3D ［ドリーム ドロップ ディスタンス］（2012年、ゼペット）

### 吹き替え

#### 俳優
- アルフレッド・ヒッチコック
  - 新・ヒッチコック劇場
  - ヒッチコック劇場
  - ヒッチコック劇場'86
  - ヒッチコック・サスペンス
  - トヨタ・マークIICM

- フェルナンデル
  - アラブの盗賊（アリババ）※東京12チャンネル版
  - ダイナマイト・ジャック ※TBS版
  - フランス式十戒（神）※東京12チャンネル版
  - 名優セネシャル
  - 牝牛と兵隊（シャルル・バイイ）※東京12チャンネル版

- ライオネル・スタンダー
  - 1941（アンジェロ・シオリ）※TBS版（ワイルド・ビル・ケルソー大尉【ジョン・ベルーシ】も兼任）
  - 探偵ハート&ハート（マックス）
  - ニューヨーク・ニューヨーク（トニー）

- ルイ・ド・フュネス
  - サントロペ大混戦
  - 大混戦
  - ニューヨーク大混戦
  - パリ大混戦
  - ファントマ ミサイル作戦（ジューヴ警部）※テレビ朝日版

#### 洋画
- エレファント・マン（バイツ【フレディ・ジョーンズ】）
- オズ（ティック・トック【シーン・バレット】）※劇場公開版
- オズの魔法使（オズの大魔法使い、占い師マーヴェル、御者、門番【フランク・モーガン】）※NHK版
- 俺たちは天使じゃない（ジュールス【ピーター・ユスティノフ】）※NHK版
- カラマーゾフの兄弟（フョードル【マルク・プルードキン】）
- 熊の大脱走/天才ゴーシャの冒険　※東京12チャンネル版
- 猿の惑星シリーズ（ザイアス博士【モーリス・エヴァンス】）
  - 猿の惑星[36]※TBS版、ソフト版
  - 続・猿の惑星[37]※TBS版、ソフト版
- スリーメン&ベビー（メルコウィッツ【フィリップ・ボスコ】）※VHS版
- 戦争と平和（ミハイル・クトゥーゾフ【ボリス・ザハーワ】）
- 新シャーロック・ホームズ おかしな弟の大冒険（オーヴィル・スタンリー・サッカー【マーティ・フェルドマン】）
- 大盗賊（元帥閣下【リュシアン・ランブール】）※VHS版
- 大福星（ウォルター・ツァオ特捜部長【ウォルター・チョウ】）
- 罪と罰
- ハイ・ロード（ストラッツ【ジャック・ウェストン】）
- ピートとドラゴン（ランピー【ミッキー・ルーニー】）
- マペットの夢みるハリウッド（ゴンゾ、テリー・サバラス）※LD版
- ヤング・フランケンシュタイン（アイゴール【マーティ・フェルドマン】）※テレビ朝日版
- 我等の町（ウェッブ氏【ガイ・キビー】）

#### 海外ドラマ
- アダムス・ファミリーシリーズ
  - アダムズのお化け一家（フェスター叔父さん【ジャッキー・クーガン】）
  - アダムス・ファミリー オリジナル版（フェスター叔父さん【ジャッキー・クーガン】）
  - アダムス・ファミリー サン 再結集（フェスター叔父さん【パトリック・トーマス】）
- ERVIII緊急救命室 #147「後悔」・#155「強制収容を逃れて」（ウォルター【トム・ボズリ】）
- 宇宙家族ロビンソン（Dr.ザックレー・スミス【ジョナサン・ハリス】）
- 海賊船サルタナ
- ギリガン君SOS（船長【アラン・ヘイル・Jr】）
- スパイ大作戦
  - 奇跡のカムバック（前編）（ジョニー・キッド・ウィルソン）
  - 血の粛清（資料室の受付係）
- スペース1999 超宇宙からの来訪者（タイボー）
- 0011ナポレオン・ソロ（アンディ【J・パット・オマリー】、パーティー博士、ブラックバーン、オライリー【J・パット・オマリー】）
- ミステリーゾーン2
  - #10「奇妙なカメラ」（ウェイター〈マルセル・ヒレア〉）
  - #12「縄」（ピーター・サイクス〈トーマス・ゴメス〉）
- ミステリーゾーン3
  - #5 「栄光の報酬」（ジェシー・カーディフ〈ジャック・クラグマン〉）
  - #7 「墓」
    1. 8 「子供の世界」（ダン・ホリス〈ドン・キーファー〉）

  - #11 「魔書と南軍」 （ティーグ〈ヴォーン・テイラー〉）
- ミステリーゾーン4
  - #9 「魅いられた男」 （ミスター・スミス〈バージェス・メレディス〉）
- ミステリーゾーン5 #12 「命を刻む時計」 （サム・フォーストマン〈エド・ウィン〉）
- 名探偵ポワロ（エルキュール・ポワロ【デヴィッド・スーシェ】）※NHK版
- 名探偵ポワロと行く オリエント急行の旅（ナレーション【デヴィッド・スーシェ】）
- さよならポワロ！〜世界が愛した名探偵・25年の軌跡〜（デヴィッド・スーシェ）

#### 海外人形劇
- スーパーカー 脱獄囚（ジョー・アンナ）※フジテレビ版
- フラグルロック（カンタス・フラグル）
- マペット・ショー（ゴンゾ）

#### 海外アニメ
- ディズニー作品
  - 白雪姫（先生）※1980年再公開版（ソフト収録）
  - ピノキオ（ゼペット）※1983年再公開版（ソフト収録）
  - ダンボ（コウノトリ）※NHK版
  - バンビ（フクロウ）※ソフト版
  - バンビ2 森のプリンス（フクロウ）
  - ファン・アンド・ファンシー・フリー（ジミニー・クリケット、ウィリー、オフェリア）※TBS版
  - ふしぎの国のアリス（いかれ帽子屋）※TBS版
  - ピーターパン（ミスター・スミー[38]）※BVHE版
  - ピーター・パン2 ネバーランドの秘密（ミスター・スミー）
  - ティンカー・ベルとネバーランドの海賊船（ミスター・スミー）
  - わんわん物語（トニー：台詞）
  - 101匹わんちゃん（ジャスパー）※1962年初公開版、1981年再公開版（ソフト収録）
  - プーさんとはちみつ（オウル）※劇場公開版
  - きつねと猟犬（ブーマー）
  - コルドロン（ドルベン）
  - 美女と野獣（コグスワース）
  - 美女と野獣 ベルの素敵なプレゼント（コグスワース）
  - 美女と野獣 ベルのファンタジーワールド（コグスワース）
  - Disney's クリスマス・キャロル（フェジウィッグ、ジョー）
  - ハウス・オブ・マウス（コグスワース）
- 王様と幸運の鳥（鳥）
- 海底大戦争 スティングレイ（タイタン大王）
- ポパイ（ブルート）
- 雪の女王
- ピコとコロンブスの冒険（クリストファー・コロンブス）
- 指輪物語（ガンダルフ）※劇場公開版
- 弱虫クルッパー（クルッパー）

### 人形劇
- こどもにんぎょう劇場（NHK教育）
  - 「石の裁判」
  - 「さるとかに」（父蟹）
  - 「きかんしゃやえもん」
- 黒百合太郎（1959年、NHK総合）
- しょうきさまが笑った（1960年、NHK総合）
- ものしりカレンダー（1960年、NHK総合）
- ものしり博士（1961年、NHK総合） - ケペル先生
- ひょっこりひょうたん島（1964年、NHK総合） - トラヒゲ ※オリジナル版
- 空中都市008（1969年、NHK総合） - 小林所長
- ネコジャラ市の11人（1970年、NHK総合） - ガンバルニャン
- 真田十勇士（1975年、NHK総合）ナレーター
- きんの玉・ぎんの玉（1977年）
- ウルトラ千一夜大冒険!走れアリババ（1978年、名古屋テレビ）
- サンタの秘密と大冒険（1986年、大人のサンタクロース）
- 不思議の森の大冒険！〜「たのしい川べ」の愉快な仲間たち〜（1987年）
- ひょっこりひょうたん島（1991年、トラヒゲ）※リメイク版
- 石の裁判 ミャンマー昔話（2006年）
- ざわざわ森のがんこちゃんスペシャルショー（2013年、NHK教育） - トラヒゲ ※特別出演
- 劇団飛行船
  - 「ピノッキオ」（火喰い親方）

### バラエティ
- サンデー志ん朝（1962年　フジテレビ）
- あどりぶランド（毎日放送）
- 気まぐれ百年（1966年 日本テレビ）
- 巨泉・前武ゲバゲバ90分!（1969年、日本テレビ）
- 今夜は最高!（日本テレビ系）
- ドリフ大爆笑（フジテレビ） - アリとキリギリスのナレーション
- マンガ祭り60分!（1977年、東京12チャンネル）[39]
- コメディーお江戸でござる（NHK総合）

### 教育番組
- おかあさんといっしょ（NHK総合）
- ケペル先生の「ものしり博士」（NHK総合）
- なぜ どうして（NHKOK博士）
- なんじゃ・もんじゃ・ドン!（日本テレビ） - 船長さんのお話コーナー
- ばくさんのかばん（NHK教育） - ばくさん
- ワンワンパッコロ!キャラともワールド（2015年2月1日、NHK BSP）※「ばくさんのかばん」のばくさんとしてゲスト出演

### 音楽番組
- 思い出のメロディー（2010年、NHK総合・ラジオ第1）※総合司会を務めたNHK朝の連続テレビ小説『ゲゲゲの女房』といずみたくの生誕80周年記念で「ゲゲゲの鬼太郎」のテーマソングを披露
- 第61回NHK紅白歌合戦（2010年、NHK総合・ラジオ第1）※特別企画「ファミリー紅白歌合戦」で「ゲゲゲの鬼太郎」のテーマソングを披露。当時83歳であり、歌唱者の最年長記録となっている。

### ラジオ
- ラジオマンジャック（2013年11月23日、NHK-FM） - 名誉メンバー
- 熊倉一雄の大日本歌謡曲（TBSラジオ）
- BCLジョッキー（TBSラジオ）
- 唐沢俊一のポケット〔ナレーション〕（TBSラジオ）
- 熊倉一雄の のんびりドライブ（ニッポン放送）
- ゼロの世界（ニッポン放送）
- 柳家喬太郎のキンキラ金曜日〔ナレーション〕（TOKYO FM）

### ラジオドラマ
- コロの物語 - おじさん
- ゲゲゲの鬼太郎〔ラジオドラマ版〕（TBSラジオ） - 主題歌
- 闇の守人（NHKラジオ第1） - トト長老
- ふしぎなパイプ - パイプ
- 赤い繭（1960年10月27日、NHKラジオ第2、NHK-FM実験放送） - 彼
- モグッチョチビッチョこんにちは（1963年、NHKラジオ第1） - モグッチョ
- 南蛮八郎ざの冒険（1965年1月2日、NHKラジオ第1）
- チクとタク（1966年、NHKラジオ第1）
- KRゴールデン劇場 つちのえさるのおしえ（1968年1月21日、TBSラジオ）
- LFラジオ劇場 ないた鈴虫（1969年6月15日、ニッポン放送）
- FMドラマ 現代夫婦鑑（1975年11月14日、NHK-FM）
- 音の本棚「発狂した宇宙」（1979年6月4日 - 8日、FM東京[40]） - キース・ウィントン
- 青春アドベンチャー 失われた地平線（2009年、NHK-FM）

### CM
- 旭光学工業「アサヒペンタックス」
- ウルトラQ ※ナレーター
- 大王製紙 エリス ウルトラガード ※ナレーション
- 日本広告審査機構(JARO) ※ナレーション
- 株式会社山櫻 ※歌唱
- 菊姫 (酒造メーカー) ※石川県ローカルのナレーション
- サンスター「サンスターカスタム」（1982年） ※ナレーション
- 日本損害保険協会「火の用心」（1982年、愛犬ポピーくん篇） ※声の出演（ポピーくん）。ナレーションは津田英治。
- 金庫のクマヒラ ※ナレーション
- シャープ ドキュメントシステム・デジタルカラー複写機（早くシャープに変えないと・・・・）※ナレーション
- ヒッチコック（アルフレッド・ヒッチコック【アンソニー・ホプキンス】の声）※15秒TVスポット
- マークII90系（アルフレッド・ヒッチコックの声）※トヨタ自動車
- ナショナル ディスクロード（アルフレッド・ヒッチコックの声）※星野仙一と共演

### 書籍
- 僕らを育てた声 熊倉一雄編（アンド・ナウの会）

### その他のコンテンツ
- E.T. アドベンチャー（モンスター・ジェームス）
- アメイジング・アドベンチャー・オブ・スパイダーマン（トラックのおじさん）
- スタジオジブリ「おもひでぽろぽろ」 ※協力
- ディズニー・オン・アイス（先生）
- 東芝ファミリーホール特ダネ登場!?（日本テレビ） - ナレーション
- 東京ディズニーランド
  - ワンマンズ・ドリームII -ザ・マジック・リブズ・オン-（ミスター・スミー）
  - ザ・ヴィランズ・ワールド（ミスター・スミー）[注釈 3]
  - 白雪姫と七人のこびと（ドック）
  - ピノキオの冒険旅行（ゼペット）
  - ピーターパン空の旅（ミスター・スミー）
  - 美女と野獣“魔法のものがたり”（コグスワース[注釈 4]）
  - 魅惑のチキルーム（ホセ）

## 音楽
- ゲゲゲの鬼太郎（ゲゲゲの鬼太郎 1作目・2作目のオープニング）
- キャプテンウルトラ（挿入歌「ハックとジョー」のハック役で川久保潔と担当）
- 珍豪ムチャ兵衛（OP・EDを歌唱）
- チビラくん（挿入歌「ゴルバの歌」を歌唱）
- さるとびエッちゃん（EDを歌唱）
- ひらけ!ポンキッキ「パンピピポッポがやってきた」「おべんとうのうた」（2曲共に1975年発売のLP『ひらけ!ポンキッキ』SKM(H)2229収録）
- みんなのうた「わたしは「とうふ」です」「6ちゃんがねころんで」「バケツの穴」「しりとりマンボ」
- 電気グルーヴ『KARATEKA』（曲中ナレーション）
- m-flo『BEAT SPACE NINE』（インタールードに参加）
- Eテレ0655&2355（「わが輩は、カメ」、「わが輩は、犬」、「おれ、ねこ」。原曲はGOING UNDER GROUNDの松本素生）